# Fast situation
Fasta situationer kallas situationer i lagsportsammanhang där utgångsläget är bestämt vilket gör det relativt lätt att förbereda sig på tänkbara scenarion för vad som kan hända. 
Fasta situationer uppkommer då bollen ska sättas i spel igen efter att ett regelbrott begåtts eller om bollen hamnat utanför plan. Mycket tid läggs på att öva in fasta situationer av spelarna under träning, då väl inövade rutiner och strategier ofta kan resultera i taktiska överlägen och skott slagna direkt eller indirekt mot mål.

## Exempel på fasta situationer i olika sporter
- Ishockey - tekning
- Fotboll - frisparkar, hörnor, straffar och inkast
- Amerikansk fotboll - down, field goal
- Rugby - ruck, maul